# Корчунек
Корчунек (пол. Korczunek; укр. Корчуник) — колонія у Польщі, у Люблінському воєводстві Грубешівського повіту, ґміни Долгобичув.
| Польща | Це незавершена стаття з географії Польщі. Ви можете допомогти проєкту, виправивши або дописавши її. |